# Roger Rojas
Roger Rojas est un footballeur international hondurien né le 9 juin 1990 à Tegucigalpa. Il joue au poste d'attaquant au Sporting FC.

## Palmarès

### En club
- Championnat du Honduras
  - Vainqueur : Clausura 2009, Clausura 2010, Apertura 2011, Clausura 2012, Apertura 2012, Clausura 2013, Clausura 2014 et Clausura 2016
- Ligue de la CONCACAF
  - Vainqueur : 2017

### En sélection
- Copa Centroamericana
  - Vainqueur : 2011